# وجهان في الصورة (فلم)
وجهان في الصورة، فيلم كوميدي عراقي، من إنتاج عام 1989.

## طاقم العمل

### تأليف
- عبد الباري العبودي.

### إخراج
- د.حسن الجنابي.

### مونتاج
- صاحب حداد.

### موسيقى تصويرية
- طالب القره غولي.[2]

### ماكياج
- صديقة محمد.

### تصوير
- رفعت عبد الحميد.

### صوت
- فيصل العباسي.

### إنتاج
- دائرة السينما و المسرح.

### ممثلون
- محمد حسين عبد الرحيم.[3]
- ليلى محمد.[4][5]
- سامي قفطان.
- فوزية عارف.
- أزادوهي صاموئيل.
- طعمة التميمي.
- مكي عواد.
- مديحة وجدي.
- عفاف طالب.
- زكية خليفة.
- رحيم التكريتي.
- راسم الجميلي.

## وصلات خارجية
- مقالات تستعمل روابط فنية بلا صلة مع ويكي بيانات

- دائرة السينما و المسرح
- الفنون الجميلة